# 母婴包

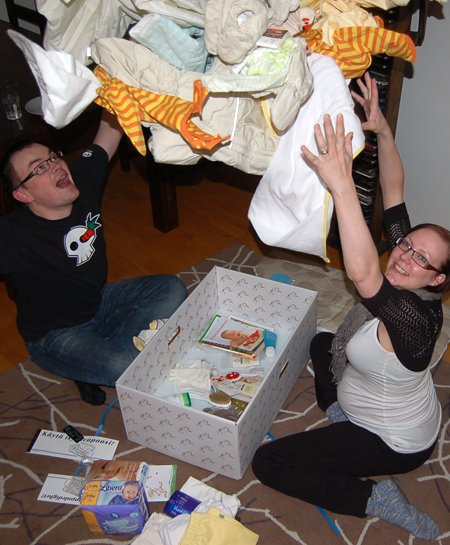
一对芬兰夫妇高兴地打开母婴包

母婴包（芬蘭語：Äitiyspakkaus）是给在芬兰居住的待产母亲或准备收养小孩的母亲发放的母婴用品包裹。该包裹由芬兰社会保障局发放。母婴包里有婴儿的衣服和其它一些必用品，如毛巾、床单、被子、睡袋和一些简易医疗用品。
母婴包的前身是曼纳海姆儿童保护协会发送给贫困母亲装有二手用品的篮子。1937年开始给贫困母亲发放母婴援助物品，1949年扩展至所有的母亲。已经在30多个国家开始按照芬兰的模式试验发放母婴包。大多数试验都是在小范围内进行，但自2017年起在苏格兰开始给所有刚出生的婴儿发放母婴包。